# La Rochelle Business School
La Rochelle Business School je evropská obchodní škola s kampusy (pobočkami) v La Rochellei. Byla založena v roce 1988.

## Popis
La Rochelle BS je akreditovaná u třech mezinárodních organizací: EQUIS, AMBA, a AACSB. Škola má přibližně 17500 absolventů.

## Programy
La Rochelle BS nabízí magisterský program v oboru managementu (Master in Management), několik specializovaných magisterských programů v oborech jako marketing, finance, média či personalistika (HR). La Rochelle BS také nabízí doktorské studium, které vede k získání titulu Ph.D.

## Mezinárodní srovnání
V roce 2019 se program “Master in Management” umístil na 66. místě v mezinárodním žebříčku deníku Financial Times.